# Agapophytus squamosus
Agapophytus squamosus är en tvåvingeart som beskrevs av Mann 1929. Agapophytus squamosus ingår i släktet Agapophytus och familjen stilettflugor. Inga underarter finns listade i Catalogue of Life.